# 첼시 필드
첼시 필드(Chelsea Field, 1957년 5월 27일 ~ )는 미국의 배우이다.

## 사생활
2009년 배우 스콧 배큘라와 결혼했으며, 그가 제작하고 주연한 텔레비전 드라마 《NCIS: 뉴올리언스》의 여러 편에 출연했다.

## 출연 작품

### 영화
- 퍼펙트 (1985)
- 코만도 (1985)
- 마스터 돌프 (1987)
- 킬 나이트 (1987, Prison)
- 공포의 헬스 크럽 (1988, Death Spa)
- 피부 깊숙이 (1989)
- 할리와 말보로 맨 (1991)
- 마지막 보이 스카웃 (1991) - 세라 핼런벡 역
- 더스트 데블 (1992)
- 다크 하프 (1993)
- S.I.S. 필살처형 (1993)
- 스냅드래곤 (1993)
- 너를 위하여 (1994, I'll Do Anything)
- 앙드레 (1994)
- 히스테리 (1994, A Passion to Kill)
- 새 2 (1994, The Birds II: Land's End)
- 특전사 로이스 (1994, Royce)
- 어둠 속의 목격자 (1995)
- 맥마틴 소송 사건 (1995, Indictment: The McMartin Trial)
- 플리퍼 (1996)
- 위키드 (1998, Wicked)
- 네트 포스 (1999, NetForce)
- 언세드 (2001)
- 저스트 애드 워터 (2008, Just Add Water)
- 보더라인 머더 (2011, Borderline Murder) - 클래어 역

### 텔레비전
- 텍사스 (1994, James A. Michener's Texas)
- 납골당의 미스테리 (1994, Tales from the Crypt)
- NCIS: 뉴올리언스 (2017-21)